# Partit Autonomista Trentino Tirolès
Partit Autonomista Trentino Tirolès (PATT) és un partit polític regionalista de la província de Trento (Trentino-Tirol del Sud), de caràcter autonomista, centrista i cristià democràtic. El seu president és Federico Masera i el secretari és Franco Panizza.

## Història
Es va fundar el 17 de gener de 1988 per tal de prendre el relleu del Partit Popular Trentino Tirolès (PPTT), fundat el 1948 i que el 1982 s'havia escindit en dues llistes, la Unió Autonomista Trentino Tirolesa (UATT) de Franco Tretter, i Autonomia Integral (AI) d'Enrico Pruner, que es presentaren a les eleccions regionals de Trentino-Tirol del Sud de 1983. Ambdues corrents celebraren un congrés el 29 de maig de 1987 i decidiren unificar-se novament el 17 de gener de 1988, i nomenaren secretari Carlo Andreotti. Es presentà unificar a les eleccions regionals de 1988 i va obtenir el 9,6% dels vots i 3 consellers.
A les eleccions regionals de 1993 va obtenir el 20,6% i 7 consellers, i per primer cop, l'autonomista Andreotti esdevé president de la Junta Provincial. A les eleccions de 1998 va caure al 12,4% i 4 escons. Va donar suport al nou president de centresquerra Lorenzo Dellai amb  les llistes AI-FAR i Autonomistes Trentins-Genzians. Tanmateix, a les eleccions legislatives italianes de 2001 va pactar amb la Casa de les Llibertats, en els quals el secretari del partit Giacomo Bezzi, fou candidat a la Cambra per la val di Non i fou derrotat per Luigi Olivieri (Dd'E). Després de la derrota, al Consell regional es va alinear amb el centreesquerra i el SVP, de manera que Andreotti fou president regional de 2002 a 2004.
A les regionals de 2003 va obtenir el 9,0% i 3 consellera, i va donar suport Dellai, però Andreotti deixà el partit i fundà Trentino Autonomista, de caràcter centredretà. El nou cap del PATT, Giacomo Bezzi, fou cap del Consell Provincial de 2004 a 2006, quan fou elegit diputat a les eleccions legislatives italianes de 2006 a les llistes SVP-PATT.
El Congrés celebrat el 22 d'abril de 2007 a Levico Terme sancionà la reunificació del PATT amb AT-Genziane, però Andreotti manté amb una posició independent de confrontació. Però l'evolució del quadre polític nacional a la caiguda del segon govern de Romano Prodi el 2008 ha generat tensions internes, ja que alguns reclamen la definició en el centredreta. Això ha provocat la defecció de Giacomo Bezzi i una pèrdua de vots a les regionals de 2008 (3 escons i 8,5%).

## Càrrecs del partit
- Secretari: Carlo Andreotti (1988–1994), Giacomo Bezzi (2001–2003), Ugo Rossi (2003—)
- President: Enrico Pruner (1988–1989), Franco Tretter (1988–1997), Carlo Andreotti (1997–1999), Luigi Panizza (1999–2003), Giacomo Bezzi (2003–2007), Walter Kaswalder (2007-2016), Carlo Pedergnana (2016), Linda Tamanini (2016-2017), Federico Masera (2017-)

## Resultats electorals
| Eleccions            | vots   | %     | escons |
| -------------------- | ------ | ----- | ------ |
| Regionals del 1988   | 29.624 | 9,6%  | 3      |
| Regionals del 1993   | 62.138 | 20,2% | 7      |
| Regionals del 1998   | 35.281 | 12,4% | 4      |
| Provincials del 2003 | 24.261 | 9,0%  | 3      |
| Provincials del 2008 | 23.335 | 8,5%  | 3      |